# Brancou Badio
El Hadji Omar Brancou Badio, né le 17 février 1999 à Rufisque, est un joueur sénégalais de basket-ball. Il évolue au poste d'arrière.

## Biographie
Brancou Badio est un joueur sénégalais de basket-ball né le 17 février 1999 à Rufisque qui joue au poste d'arrière.

### Carrière en club
Brancou Badio débute dans sa ville natale, Rufisque, où il découvre le basket-ball au club Saltigué. Dès l’âge de 15 ans, son talent le propulse au niveau senior. Par la suite, il quitte le Sénégal pour intégrer la Canarias Basketball Academy en Espagne. En 2019, Brancou Badio signe avec le prestigieux FC Barcelone avec l’équipe réserve. Il fait ses débuts en Liga ACB le 20 septembre 2020. En septembre 2021, Brancou Badio résilie son contrat avec le FC Barcelone et s’envole par la suite en Allemagne en 2021, où il s'engage avec les Francfort Skyliners. En 2022, il revient en Espagne pour jouer avec Bàsquet Manresa, avant de rejoindre en 2024 Valencia BC.

### Carrière en équipe nationale
Brancou Badio commence sa carrière avec l'équipe  du Sénégal de basket-ball en 2019. Il participe aux éliminatoires de la Coupe du monde de basket-ball 2019. Brancou Badio a aussi disputé l'Afrobasket 2021 qui se déroule au Rwanda où il brille avec la sélection nationale et termine troisième de la compétition.

## Palmarès

### En sélection
- Médaillé de bronze du Championnat d'Afrique masculin de basket-ball 2021